# St. Peter und Paul (Ergoldsbach)

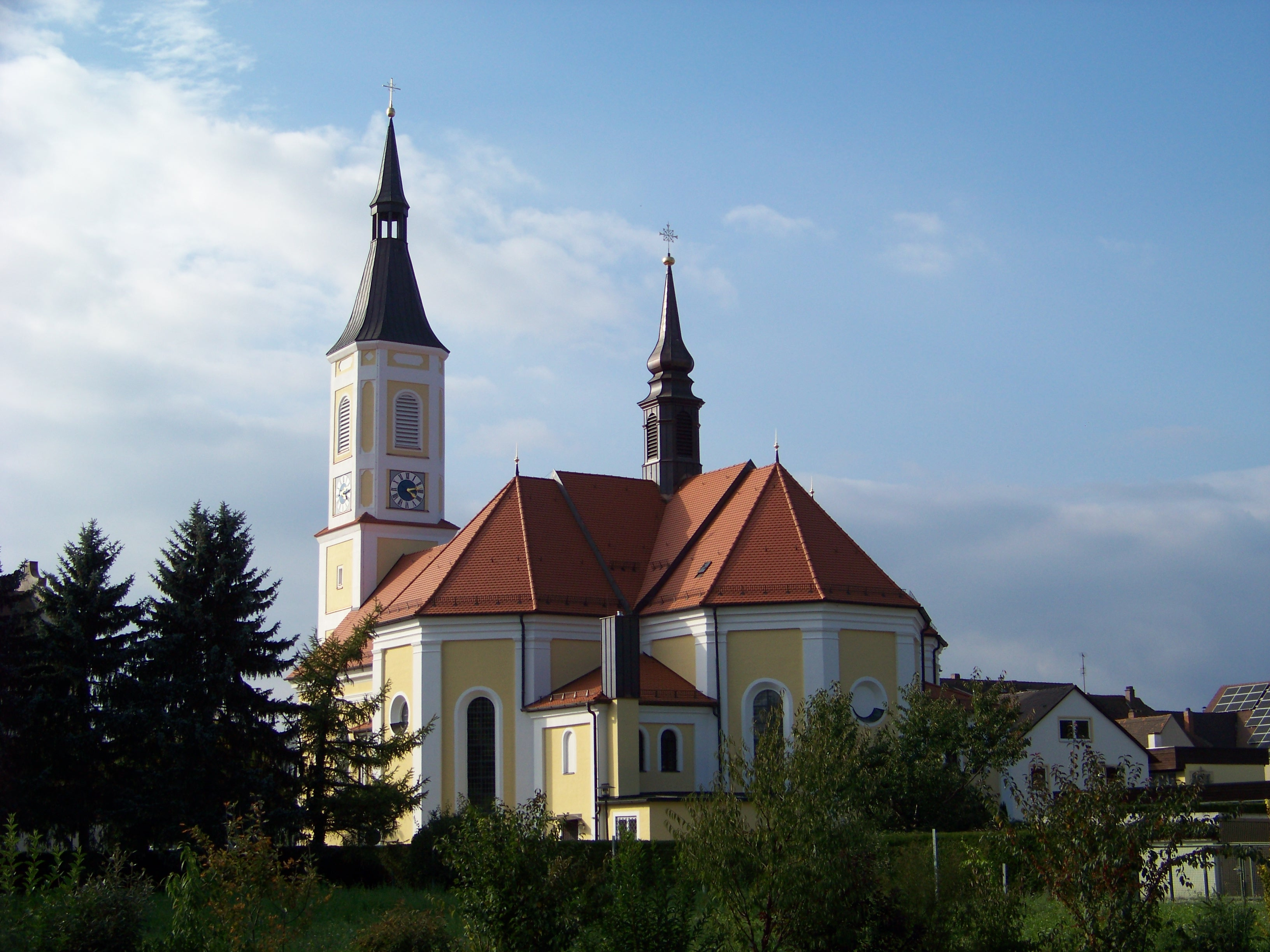
Außenansicht der Pfarrkirche St. Peter und Paul

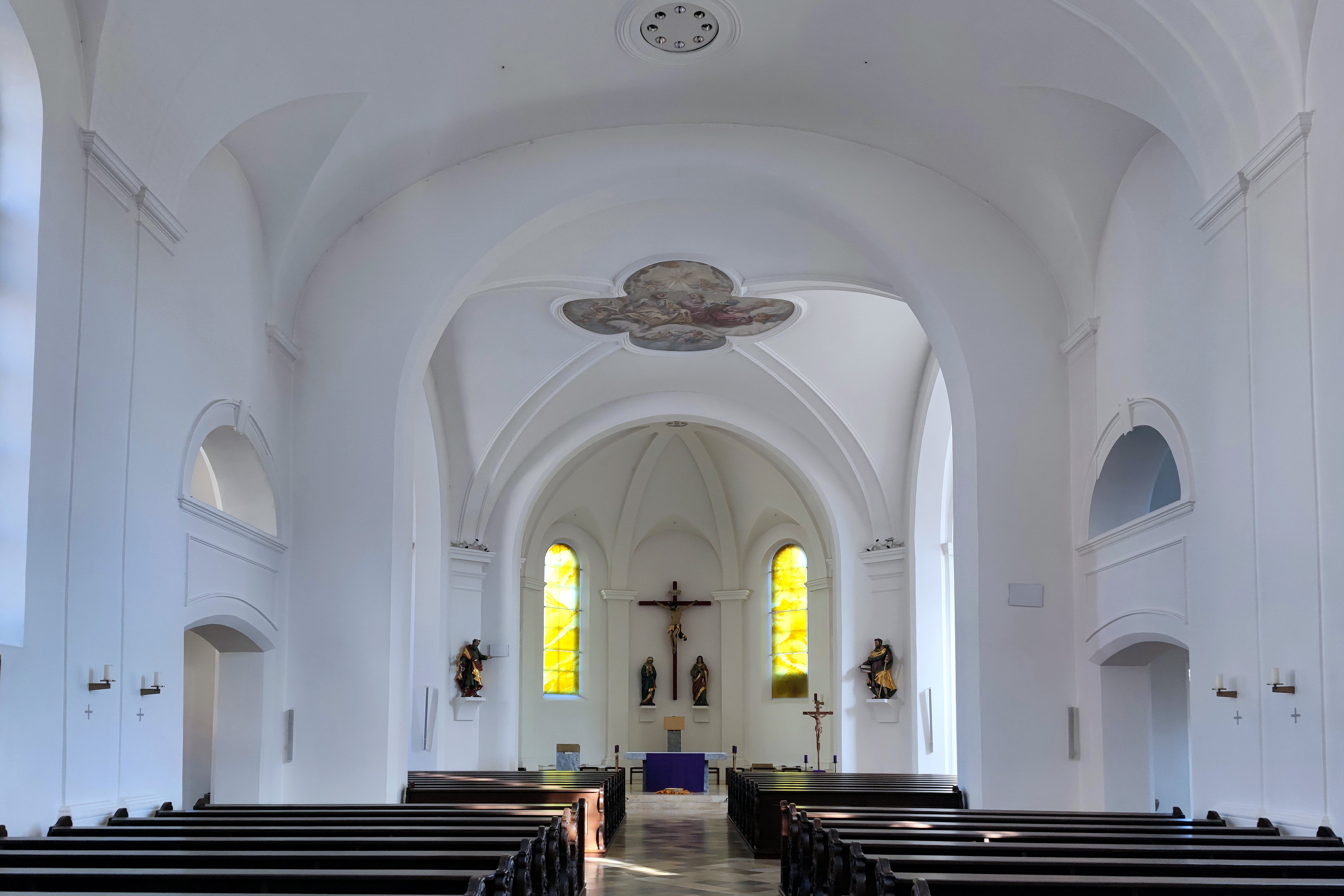
Innenansicht der Pfarrkirche St. Peter und Paul

Die römisch-katholische Pfarrkirche St. Peter und Paul in Ergoldsbach im niederbayerischen Landkreis Landshut geht im Kern auf das Jahr 1729 zurück. Das Gotteshaus ist als Baudenkmal mit der Nummer D-2-74-127-7 beim Bayerischen Landesamt für Denkmalpflege eingetragen. Bis zum Jahr 1860 wird als Kirchenpatron stets allein der Apostel Petrus genannt, 1916 sind in einer Diözesanmatrikel erstmals Petrus und Paulus (Gedenktag: 29. Juni) gemeinsam erwähnt.

## Geschichte
Eine Kirche in Ergoldsbach muss schon im Jahr 822 bestanden haben, als der Ort erstmals urkundlich erwähnt wurde. Es ist bezeugt, dass damals der Bischof Baturich von Regensburg eine Tagung in dem Ort abgehalten hat. Im Laufe der folgenden Jahrhunderte wurde Ergoldsbach zur Pfarrei erhoben – wann genau, ist unbekannt. Der verheerende Brand von 1606, bei dem der halbe Ort in Schutt und Asche gelegt wurde, richtete an der Pfarrkirche keinen Schaden an. 1693 wurde allerdings wegen Baufälligkeit der alten Kirche ein neues Gotteshaus im barocken Stil errichtet. Der Turm wurde nicht erneuert und dürfte im Jahr 1698 eingestürzt sein. 1709 wurde ein neuer Turm erbaut. Dieser besaß nach der Überlieferung des Pfarrers Sebastian Lang eine mit Schindeln gedeckte Kuppel, auf die eine Laterne aufgesetzt war. Bei einem weiteren Marktbrand 1726 wurde die noch junge Kirche samt Turm zerstört. Trotz bestehender Schulden vom Kirchenbau 1693 konnte zügig ein Wiederaufbau in Angriff genommen werden, da sich alle Pfarreien der Diözese Regensburg und insbesondere die umliegenden Gemeinden finanziell beteiligten. Im Jahr 1729 waren die Bauarbeiten beendet, der Hochaltar wurde 1733 aufgestellt. Allerdings besaß die Kirche zunächst keinen Turm. Dieser konnte erst 1750 durch eine finanzielle Zuwendung des ortsansässigen kaiserlichen Posthalters Franz Niederneder neu errichtet werden.
Bei einem Umbau in den Jahren 1886 und 1887 wurde die Kirche nach Osten um das Querhaus und den heutigen Chor erweitert. 1966 wurden unter der Leitung des Münchener Architekten Friedrich Ferdinand Haindl große Teile der barocken Kirchenausstattung entfernt und mit den wenigen verbliebenen Stücken ein moderner und schlichter Kirchenraum geschaffen. In den Jahren 1979 und 1987 erfolgten weitere Innenrenovierungen ohne größere Umgestaltung. In den Jahren 2015 und 2016 wurde die Kirche außen und innen renoviert, dabei erfolgte auch eine erneute Umgestaltung des Innenraumes nach den Plänen des Regensburger Architekten Michael Feil. Am Palmsonntag, den 20. März 2016, wurde die Kirche nach den Umbaumaßnahmen wieder eröffnet.

## Beschreibung
Bei der Pfarrkirche handelt es sich um eine Saalkirche mit Querhaus. Sie hat rundbogige Fenster und einen kleinen Dachreiter auf der Vierung. Auf der Westseite ist ein barocker Turm mit quadratischem Unterbau zu vier Geschossen, abgesetztem Obergeschoss, Spitzhelm und Laterne angebaut. Kirchenbau und Turm sind durch Lisenen und Putzbänderung gegliedert. Über die Vorhalle im untersten Turmgeschoss und ein rundbogiges Portal gelangt man in das Gotteshaus. Das Langhaus mit Stichkappentonne umfasst vier Joche, die durch Pilaster toskanischer Ordnung separiert werden. Im hintersten Langhausjoch befindet sich die doppelstöckige Empore, darunter ein modernes Beichtzimmer. Beide Flügel des Querhauses und der geostete Chor umfassen je ein Joch und schließen in drei Seiten des Achtecks. Auf der Südseite des Chores ist die doppelstöckige Sakristei angebaut.
An der Stelle des 1966 entfernten Hochaltars befindet sich nur eine barocke Kreuzigungsgruppe, die ursprünglich dessen Mittelpunkt bildete. Diese wird seit der letzten Renovierung durch Buntglasfenster von dem regionalen Künstler Alfred Böschl beleuchtet. Der moderne Volksaltar und der Ambo bekamen zum selben Zeitpunkt einen Stipes aus Tombak. Die Seitenaltäre mit gemauerten und verputzten Stipites befinden sich an der Nord- und Südseite des Querschiffs. Das nördliche Querhaus mit einem Altarblatt der Maria Immaculata und einer gotischen Pietà ist ein Ort der Marienverehrung, während das südliche Querschiff mit einem Altarblatt des heiligen Josef und einem modernen Taufstein eine Art Baptisterium bildet. In der Vierung befindet sich ein barockes Deckenfresko der Heiligen Dreifaltigkeit mit Stuckrahmen; außerdem sind hier übereck vier barocke Heiligenfiguren angebracht. Es sind dies Petrus (links) und Paulus (rechts), die den Altarraum flankieren, sowie der Erzengel Michael (links) und Bruder Konrad (rechts) an den Ecken zum Langhaus hin.

### Orgel

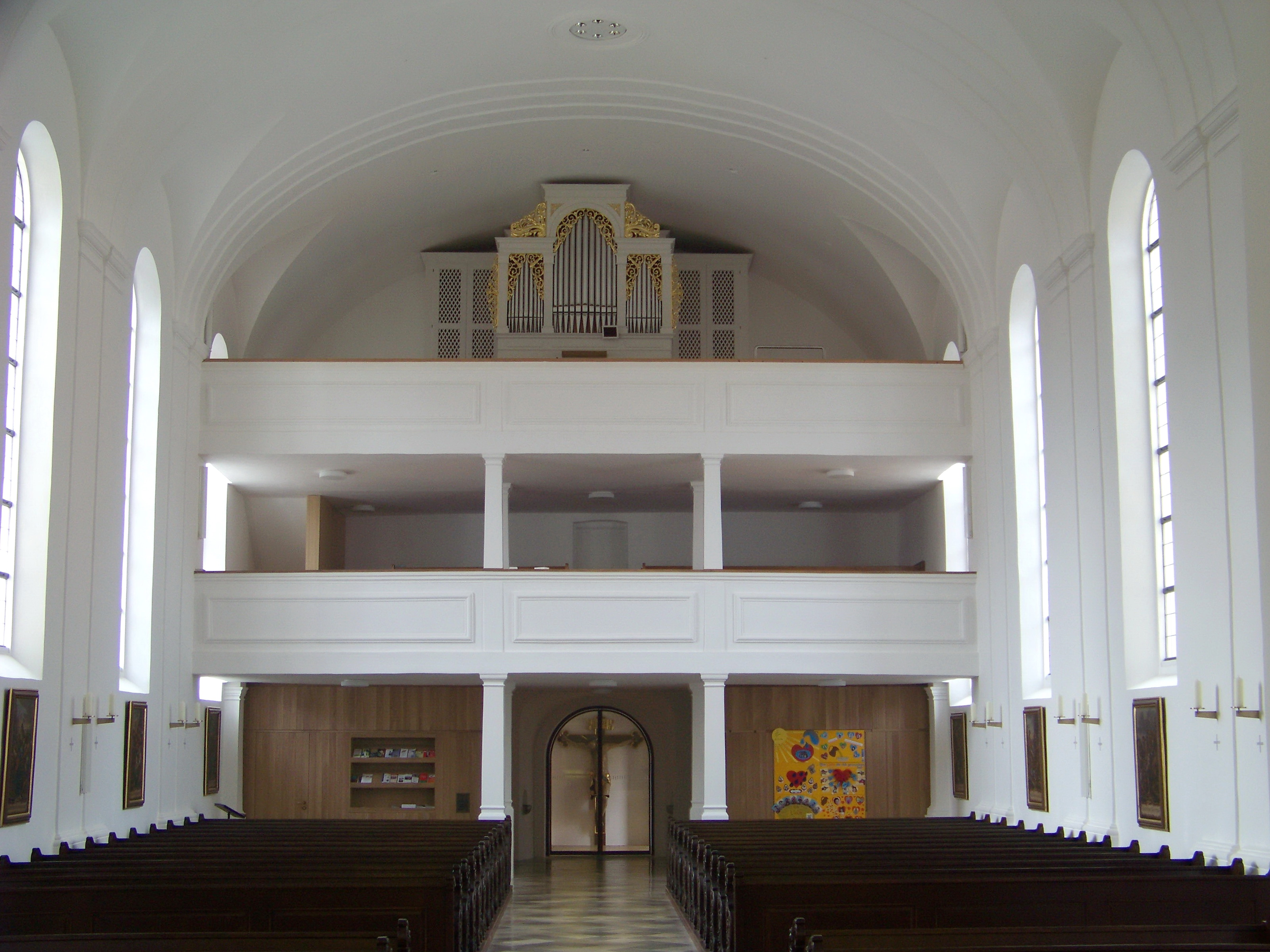
Blick durch das Langhaus zu den Westemporen mit der Orgel

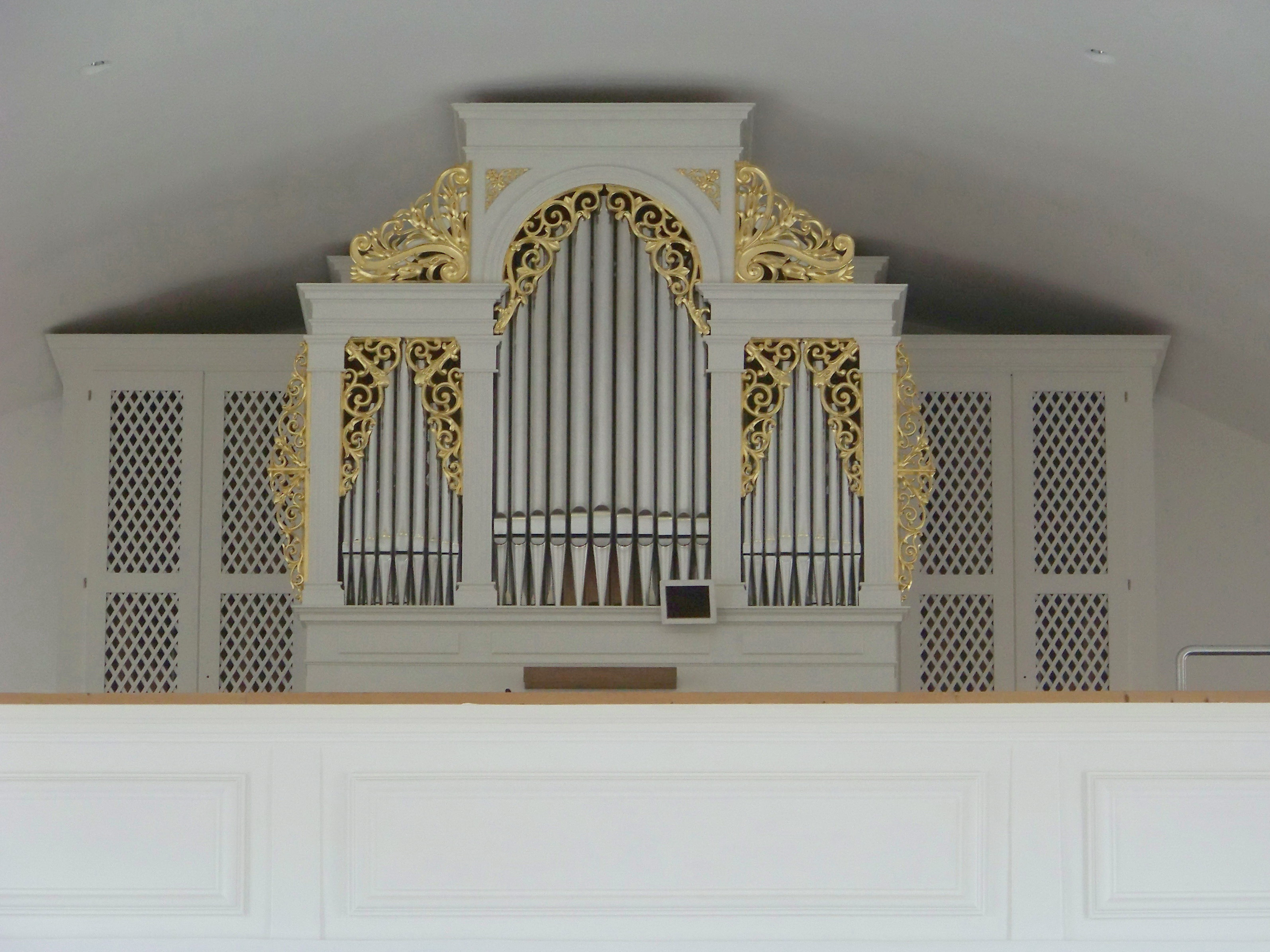
Die Schädler-Orgel (1999)

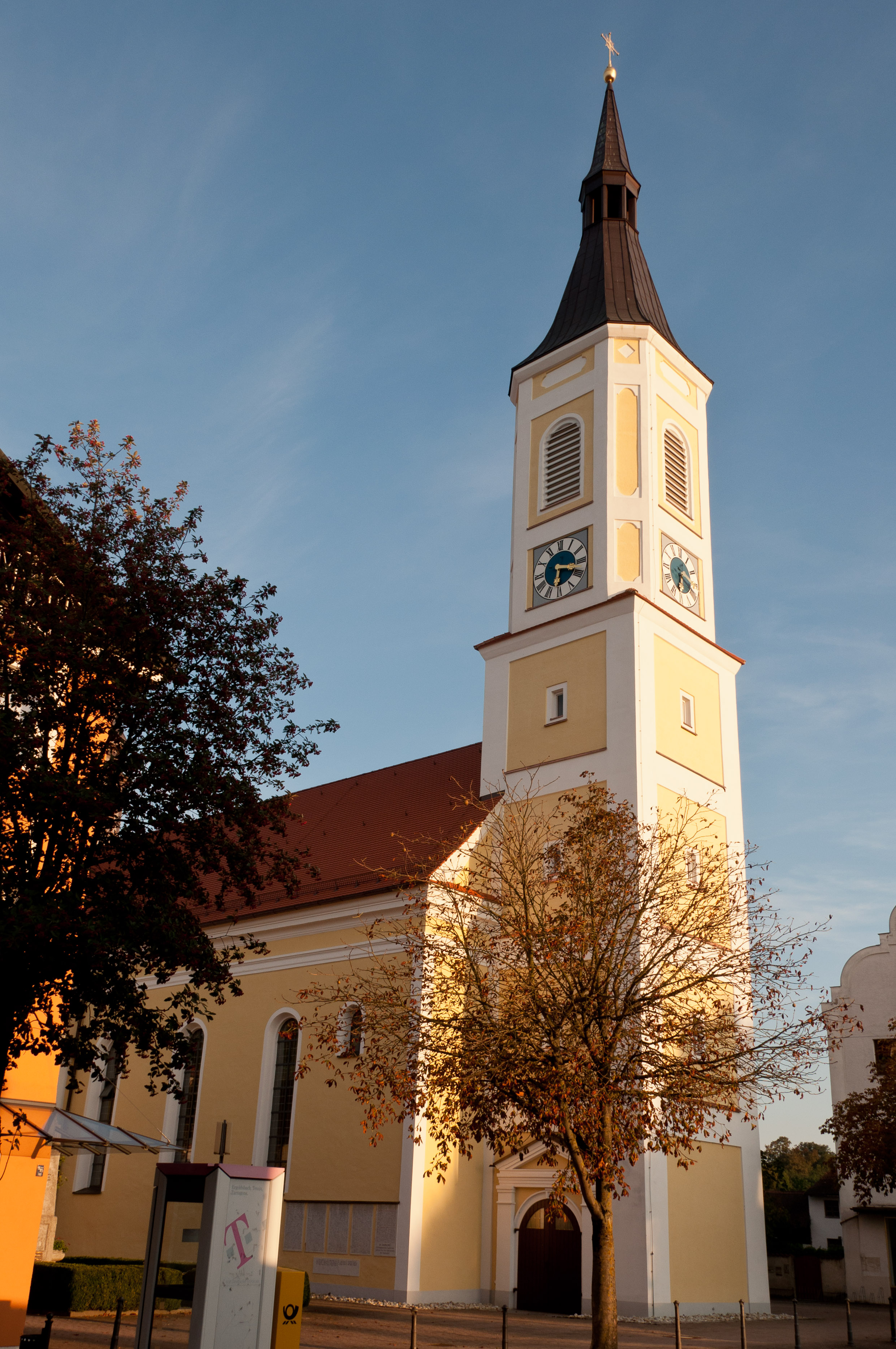
Pfarrkirche St. Peter und Paul in der Abendsonne

Im Jahr 1851 erhielt die Pfarrkirche St. Peter und Paul eine neue Orgel mit zwölf Registern auf einem Manual und Pedal von Anton Ehrlich aus Straubing. Diese wurde im Jahr 1920 durch ein Instrument von Ignaz Weise aus Plattling ersetzt, welches 1960 von Weises Sohn Michael umgebaut wurde. Ab diesem Zeitpunkt wies es 23 Register, verteilt zwei Manuale und Pedal, auf. Das pneumatische Kegelladeninstrument besaß folgende Disposition auf:
| I Hauptwerk C–g3 |           |       |
| 1.               | Bourdon   | 16′   |
| 2.               | Principal | 8′    |
| 3.               | Gamba     | 8′    |
| 4.               | Gedeckt   | 8′    |
| 5.               | Octav     | 4′    |
| 6.               | Rohrflöte | 4′    |
| 7.               | Octav     | 2′    |
| 8.               | Mixtur IV | 1 ⁄3′ |
| 9.               | Trompete  | 8′    |

| II Schwellwerk |                 |                |
| 10.            | Geigenprincipal | 8′             |
| 11.            | Salicional      | 8′             |
| 12.            | Vox coelestis   | 8′             |
| 13.            | Gedeckt         | 8′             |
| 14.            | Prästant        | 4′             |
| 15.            | Querflöte       | 4′             |
| 16.            | Nachthorn       | 2′             |
| 17.            | Sesquialtera    | 2 ⁄3′ + 1 3⁄5′ |
| 18.            | Cimbel II       |                |
|                | Tremulant       |                |

| Pedal |             |     |
| 19.   | Contrabaß   | 16′ |
| 20.   | Subbaß      | 16′ |
| 21.   | Gedecktbaß  | 8′  |
| 22.   | Choralflöte | 4′  |
| 23.   | Posaune     | 16′ |

- Koppeln: II/I, II/P, I/P, Oktavkoppel II/I, Oktavkoppel I
- Spielhilfen: Mezzoforte, Tutti, Auslöser, 1 freie Kombination, Pedalpiano, Rohrwerk ab, Crescendo ab

Die heutige Orgel wurde 1999 von der Firma Orgelbau Schädler aus Donaustauf erbaut. Dabei der Oberbau des klassizistischen Prospekts vom Vorgängerinstrument übernommen. Die neue Schleifladenorgel mit mechanischer Spiel- und Registertraktur wird von einem Spielschrank aus bedient. Sie verfügt über 25 Register auf zwei Manualen und Pedal. Die Disposition lautet wie folgt:
| I Hauptwerk C–g3 |              |       |
| 1.               | Bordun       | 16′   |
| 2.               | Prinzipal    | 8′    |
| 3.               | Tibia        | 8′    |
| 4.               | Flauto dolce | 8′    |
| 5.               | Gamba        | 8′    |
| 6.               | Oktave       | 4′    |
| 7.               | Traversflöte | 4′    |
| 8.               | Superoktave  | 2′    |
| 9.               | Mixtur IV    | 1 ⁄3′ |
| 10.              | Trompete     | 8′    |

| II Schwellwerk C–g3 |                |       |
| 11.                 | Doppelgedeckt  | 8′    |
| 12.                 | Salicional     | 8′    |
| 13.                 | Vox coelestis  | 8′    |
| 14.                 | Prinzipal      | 4′    |
| 15.                 | Spitzflöte     | 4′    |
| 16.                 | Sesquialter II | 2 ⁄3′ |
| 17.                 | Waldflöte      | 2′    |
| 18.                 | Scharff IV     | 1′    |
| 19.                 | Fagott         | 16′   |
| 20.                 | Oboe           | 8′    |
|                     | Tremulant      |       |

| Pedal C–f1 |            |     |
| 21.        | Subbaß     | 16′ |
| 22.        | Oktavbaß   | 8′  |
| 23.        | Gedecktbaß | 8′  |
| 24.        | Choralbaß  | 4′  |
| 25.        | Posaune    | 16′ |

- Koppeln: II/I, II/P, I/P
- Spielhilfen: Plenotritt

### Glocken
Die Kirche verfügt über ein vierstimmiges Geläut mit der Tonfolge e1–gis1–h1–d2.

## Mitarbeiter der Pfarrei

### Aktuelles Seelsorgerteam
Derzeit ist das Seelsorgerteam in der Pfarreiengemeinschaft Ergoldsbach-Bayerbach mit folgenden Personen besetzt:
- Stefan Anzinger (Dekan): * 1967 in Landshut, Priesterweihe 1994
- Henrik Lukas Preuß (Kaplan): * 1988 in Völklingen, Priesterweihe 2021

### Ehemalige Pfarrer von Ergoldsbach
Eine Kirche befand sich in Ergoldsbach schon im Jahr 822, doch diese Priester sind nicht mehr bekannt. Es wurden nur Namen von Priestern ab dem 18. Jahrhundert gefunden:
- Sebastian Lang † (1707–1749) In seiner Amtszeit fiel der Wiederaufbau der Pfarrkirche, die Errichtung des Pfarrhofs und der Bau der Kirche in Rohrberg, Martinshaun, Iffelkofen, Niederdörnbach und Kläham.
- Benno von Spitzl † (1749–1782)
- Georg Muck † (1782–1792)
- Johann Nepomuk Münsterer † (1792, war nur acht Wochen Pfarrer), liegt unter der damaligen Kanzel begraben
- Johann Josef Piersack † (1792–1818)
- Anton Weinseisen † (1819–1820)
- Josef Beitlrock † (1820–1893)
- Alois Naaber † (1840–1849)
- Anton Ehrl † (1850–1863)
- Josef Ulmer † (1863–1881)
- Josef Igl † (1882–1896): Er errichtete den Kreuzweg auf dem Kapellenberg.
- Georg Weber † (1896–1901)
- Sebastian Fischer † (1901–1933)
- Andreas Drechsler † (1933–1934)
- Friedrich Weichlein † (1935–1962)
- Alois Wiesmüller † (1962–1981)
- Anton Wilhelm † (1981–1986)
- Peter Gruber † (1986–1992)
- Martin Müller (1993–2003)

### Mesner
- Johann Limmer
- Christian Liedl
- Katharina Hödl

## Kirchen der Pfarreiengemeinschaft
- Pfarrkirche St. Peter und Paul (Ergoldsbach)
- Pfarrkirche Mariä Himmelfahrt (Bayerbach)
- Filialkirche St. Margareta (Oberergoldsbach)
- Filialkirche St. Martin (Martinshaun)
- Filialkirche St. Wolfgang (Gerabach)
- Filialkirche St. Quirin (Dürrenhettenbach)
- Filialkirche St. Peter (Langenhettenbach)
- Filialkirche St. Stephanus (Iffelkofen)
- Nebenkirche St. Agatha (Ergoldsbach)
- Nebenkirche St. Michael (Unterdörnbach)
- Nebenkirche St. Leonhard (Leonhardshaun)
- Expositurkirche Mariä Heimsuchung (Kläham)
- Expositurkirche St. Nikolaus (Greilsberg)
- Bergkapelle von Lourdes (Ergoldsbach)
- Kapelle im Seniorenheim (Ergoldsbach)